# Dinara Mubinovna Safina
Dinara Mubinovna Safina (tiếng Nga: Дина́ра Мубиновна Са́фина; tiếng Tatar: Динара Мөбин кызы Сафина, Dinara Möbin qızı Safina), (sinh 27 tháng 4 năm 1986), là một cựu vận động viên quần vợt chuyên nghiệp người Nga. Cô là tay vợt nữ có lần đứng đầu thế giới theo bảng xếp hạng của WTA (20 tháng 4 năm 2009) và cũng là một trong số ít các tay vợt nữ từng ở vị trí số 1 thế giới mà chưa từng có chức vô địch Grand Slam đơn nào (giống như Jelena Janković). Do vậy cô thường được gọi là "Nữ hoàng không Grand Slam". Safina từng hai lần vào chung kết đơn tại các giải Grand Slam và một lần vô địch đôi nữ tại Mỹ Mở rộng 2007 với Nathalie Dechy. Cô cũng giành được huy chương bạc Thế vận hội ở nội dung quần vợt đơn nữ tại Bắc Kinh năm 2008. Safina là em gái của cựu số 1 thế giới Marat Safin.

## Chung kết Major

### Chung kết Grand Slam

#### Đơn: 3 (3 lần á quân)
| Kết quả | Năm  | Giải             | Mặt sân | Đối thủ                           | Tỉ số    |
| ------- | ---- | ---------------- | ------- | --------------------------------- | -------- |
| Á quân  | 2008 | Pháp Mở rộng     | Đất nện | Ana Ivanović                      | 4–6, 3–6 |
| Á quân  | 2009 | Úc Mở rộng       | Cứng    | Serena Williams                   | 0–6, 3–6 |
| Á quân  | 2009 | Pháp Mở rộng (2) | Đất nện | Svetlana Aleksandrovna Kuznetsova | 4–6, 2–6 |

#### Đôi: 2 (1 lần vô địch, 1 lần á quân)
| Kết quả | Năm  | Giải       | Mặt sân | Đồng đội           | Đối thủ                          | Tỉ số    |
| ------- | ---- | ---------- | ------- | ------------------ | -------------------------------- | -------- |
| Á quân  | 2006 | Mỹ Mở rộng | Cứng    | Katarina Srebotnik | Nathalie Dechy Vera Zvonareva    | 6–7, 5–7 |
| Vô địch | 2007 | Mỹ Mở rộng | Cứng    | Nathalie Dechy     | Chiêm Vịnh Nhiên Trang Giai Dung | 6–4, 6–2 |

### Chung kết Olympic

#### Đơn: 1 (1 huy chương bạc)
| Kết quả | Năm  | Giải                 | Mặt sân | Đối thủ                         | Tỉ số         |
| ------- | ---- | -------------------- | ------- | ------------------------------- | ------------- |
| Silver  | 2008 | Thế vận hội Bắc Kinh | Cứng    | Elena Vyacheslavovna Dementieva | 6–3, 5–7, 3–6 |

### Chung kết Tier I / Premier Mandatory & Premier 5

#### Đơn: 8 (5 vô địch, 3 á quân)
| Kết quả | Năm  | Giải       | Mặt sân | Đối thủ                           | Tỉ số         |
| ------- | ---- | ---------- | ------- | --------------------------------- | ------------- |
| Á quân  | 2006 | Roma       | Đất nện | Martina Hingis                    | 2–6, 5–7      |
| Á quân  | 2007 | Charleston | Đất nện | Jelena Janković                   | 2–6, 2–6      |
| Vô địch | 2008 | Berlin     | Đất nện | Elena Dementieva                  | 3–6, 6–2, 6–2 |
| Vô địch | 2008 | Montréal   | Cứng    | Dominika Cibulková                | 6–1, 6–2      |
| Vô địch | 2008 | Tokyo      | Cứng    | Svetlana Aleksandrovna Kuznetsova | 6–1, 6–3      |
| Vô địch | 2009 | Rome       | Đất nện | Svetlana Aleksandrovna Kuznetsova | 6–3, 6–2      |
| Vô địch | 2009 | Madrid     | Đất nện | Caroline Wozniacki                | 6–2, 6–4      |
| Á quân  | 2009 | Cincinnati | Cứng    | Jelena Janković                   | 4–6, 2–6      |

#### Đôi: 1 (1 lần vô địch)
| Kết quả | Năm  | Giải         | Mặt sân | Đồng đội      | Đối thủ            | Tỉ số            |
| ------- | ---- | ------------ | ------- | ------------- | ------------------ | ---------------- |
| Vô địch | 2008 | Indian Wells | Cứng    | Elena Vesnina | Yan Zi Trịnh Khiết | 6–1, 1–6, [10–8] |

## Các trận chung kết WTA

### Đơn: 24 (12 danh hiệu, 12 lần á quân)
| Winner — Legend (pre/post 2009)              |
| -------------------------------------------- |
| Grand Slam (0–3)                             |
| Thế vận hội (0–1)                            |
| WTA Tour Championships (0–0)                 |
| Tier I / Premier Mandatory & Premier 5 (5–3) |
| Tier II & III / Premier (2–2)                |
| Tier IV & V / International (5–3)            |

| Vô địch theo mặt sân |
| -------------------- |
| Cứng (5)             |
| Cỏ (0)               |
| Đất nện (6)          |
| Thảm (1)             |

| Kết quả | STT | Ngày                     | Giải                                             | Mặt sân     | Đối thủ chung kết                 | Tỉ số chung kết    |
| ------- | --- | ------------------------ | ------------------------------------------------ | ----------- | --------------------------------- | ------------------ |
| Vô địch | 1.  | 27 tháng 7 năm 2002      | Idea Prokom Open, Sopot, Ba Lan                  | Đất nện     | Henrieta Nagyová                  | 6–3, 4–0, ret.     |
| Vô địch | 2.  | 13 tháng 7 năm 2003      | Internazionali Femminili di Palermo, Palermo, Ý  | Đất nện     | Katarina Srebotnik                | 6–3, 6–4           |
| Á quân  | 1.  | 31 tháng 10 năm 2004     | Fortis Championships Luxembourg, Luxembourg      | Cứng (i)    | Alicia Molik                      | 3–6, 4–6           |
| Vô địch | 3.  | 13 tháng 2 năm 2005      | Open Gaz de Pháp, Paris, Pháp                    | Thảm (i)    | Amélie Mauresmo                   | 6–4, 2–6, 6–3      |
| Vô địch | 4.  | 15 tháng 5 năm 2005      | ECM Prague Open Praha, Cộng hòa Séc              | Đất nện     | Zuzana Ondrášková                 | 7–6(7–2), 6–3      |
| Á quân  | 2.  | 21 tháng 5 năm 2006      | Internazionali BNL d'Italia, Roma, Ý             | Đất nện     | Martina Hingis                    | 2–6, 5–7           |
| Á quân  | 3.  | 24 tháng 6 năm 2006      | Ordina Open, s-'Hertogenbosch, Hà Lan            | Cỏ          | Michaëlla Krajicek                | 3–6, 4–6           |
| Vô địch | 5.  | 6 tháng 1 năm 2007       | Brisbane International, Gold Coast, Úc           | Cứng        | Martina Hingis                    | 6–3, 3–6, 7–5      |
| Á quân  | 4.  | ngày 15 tháng 4 năm 2007 | Family Circle Cup, Charleston, Hoa Kỳ            | Đất nện     | Jelena Janković                   | 2–6, 2–6           |
| Vô địch | 6.  | ngày 11 tháng 5 năm 2008 | German Open, Berlin, Đức                         | Đất nện     | Elena Dementieva                  | 3–6, 6–2, 6–2      |
| Á quân  | 5.  | 7 tháng 6 năm 2008       | Pháp Mở rộng, Paris, Pháp                        | Đất nện     | Ana Ivanović                      | 4–6, 3–6           |
| Á quân  | 6.  | 21 tháng 6 năm 2008      | Ordina Open, s-'Hertogenbosch, Hà Lan (2)        | Cỏ          | Tamarine Tanasugarn               | 5–7, 3–6           |
| Vô địch | 7.  | 27 tháng 7 năm 2008      | East West Bank Classic, Los Angeles, Hoa Kỳ      | Cứng        | Flavia Pennetta                   | 6–4, 6–2           |
| Vô địch | 8.  | 3 tháng 8 năm 2008       | Rogers Cup, Montréal, Canada                     | Cứng        | Dominika Cibulková                | 6–2, 6–1           |
| Á quân  | 7.  | ngày 17 tháng 8 năm 2008 | Thế vận hội, Bắc Kinh, Trung Quốc                | Cứng        | Elena Dementieva                  | 6–3, 5–7, 3–6      |
| Vô địch | 9.  | ngày 21 tháng 9 năm 2008 | Toray Pan Pacific Open, Tokyo, Nhật Bản          | Cứng        | Svetlana Aleksandrovna Kuznetsova | 6–1, 6–3           |
| Á quân  | 8.  | 16 tháng 1 năm 2009      | Medibank International, Sydney, Úc               | Cứng        | Elena Dementieva                  | 3–6, 6–2, 1–6      |
| Á quân  | 9.  | 30 tháng 1 năm 2009      | Úc Mở rộng, Melbourne, Úc                        | Cứng        | Serena Williams                   | 0–6, 3–6           |
| Á quân  | 10. | 3 tháng 5 năm 2009       | Porsche Tennis Grand Prix, Stuttgart, Đức        | Đất nện (i) | Svetlana Kuznetsova               | 4–6, 3–6           |
| Vô địch | 10. | 9 tháng 5 năm 2009       | Internazionali BNL d'Italia, Roma, Ý             | Đất nện     | Svetlana Kuznetsova               | 6–3, 6–2           |
| Vô địch | 11. | ngày 17 tháng 5 năm 2009 | Mutua Madrileña Madrid Open, Madrid, Tây Ban Nha | Đất nện     | Caroline Wozniacki                | 6–2, 6–4           |
| Á quân  | 11. | 6 tháng 6 năm 2009       | Pháp Mở rộng, Paris, Pháp (2)                    | Đất nện     | Svetlana Kuznetsova               | 4–6, 2–6           |
| Vô địch | 12. | 26 tháng 7 năm 2009      | Banka Koper Slovenia Open, Portorož, Slovenia    | Cứng        | Sara Errani                       | 6–7(5–7), 6–1, 7–5 |
| Á quân  | 12. | 16 tháng 8 năm 2009      | Western & Southern Open, Cincinnati, Hoa Kỳ      | Cứng        | Jelena Janković                   | 4–6, 2–6           |

### Đôi: 16 (9 danh hiệu, 7 lần á quân)
| Vô địch (trước/sau 2010)                     |
| -------------------------------------------- |
| Grand Slam (1–1)                             |
| WTA Tour Championships (0–0)                 |
| Tier I / Premier Mandatory & Premier 5 (1–0) |
| Tier II / Premier (2–4)                      |
| Tier III, IV & V / International (5–2)       |

| Vô địch theo mặt sân |
| -------------------- |
| Cứng (7–6)           |
| Cỏ (1–0)             |
| Đất nện (0–0)        |
| Thảm (1–1)           |

| Kết quả | STT | Ngày                    | Giải                                       | Mặt sân  | Đồng đội                | Đối thủ                               | Tỉ số                      |
| ------- | --- | ----------------------- | ------------------------------------------ | -------- | ----------------------- | ------------------------------------- | -------------------------- |
| Á quân  | 1.  | 6 tháng 1 năm 2003      | Canberra Women's Classic, Canberra, Úc     | Cứng     | Dája Bedáňová           | Tathiana Garbin Émilie Loit           | 3–6, 6–3, 4–6              |
| Á quân  | 2.  | 12 tháng 1 năm 2004     | Medibank International, Sydney, Úc         | Cứng     | Meghann Shaughnessy     | Cara Black Rennae Stubbs              | 5–7, 6–3, 4–6              |
| Vô địch | 1.  | 26 tháng 9 năm 2004     | China Open, Bắc Kinh, Trung Quốc           | Cứng     | Emmanuelle Gagliardi    | Gisela Dulko María Vento-Kabchi       | 6–4, 6–4                   |
| Á quân  | 3.  | 9 tháng 1 năm 2005      | Moorilla Hobart International, Hobart, Úc  | Cứng     | Anabel Medina Garrigues | Yan Zi Trịnh Khiết                    | 4–6, 5–7                   |
| Á quân  | 4.  | 7 tháng 2 năm 2005      | Open GDF Suez, Paris, Pháp                 | Cứng (i) | Anabel Medina Garrigues | Iveta Benešová Květa Peschke          | 2–6, 6–2, 2–6              |
| Á quân  | 5.  | 14 tháng 2 năm 2005     | Proximus Diamond Games, Antwerp, Bỉ        | Thảm (i) | Anabel Medina Garrigues | Cara Black Els Callens                | 6–3, 4–6, 4–6              |
| Vô địch | 2.  | 18 tháng 6 năm 2005     | Ordina Open, 's-Hertogenbosch, Hà Lan      | Cỏ       | Anabel Medina Garrigues | Iveta Benešová Nuria Llagostera Vives | 6–4, 2–6, 7–6(13–11)       |
| Vô địch | 3.  | 7 tháng 1 năm 2006      | Brisbane International, Gold Coast, Úc     | Cứng     | Meghann Shaughnessy     | Cara Black Rennae Stubbs              | 6–2, 6–3                   |
| Vô địch | 4.  | 19 tháng 2 năm 2006     | Proximus Diamond Games, Antwerp, Bỉ        | Thảm (i) | Katarina Srebotnik      | Stéphanie Foretz Michaëlla Krajicek   | 6–1, 6–1                   |
| Á quân  | 6.  | 7 tháng 9 năm 2006      | US Open, New York, Hoa Kỳ                  | Cứng     | Katarina Srebotnik      | Nathalie Dechy Vera Zvonareva         | 6–7(5–7), 5–7              |
| Vô địch | 5.  | 6 tháng 1 năm 2007      | Brisbane International, Gold Coast, Úc (2) | Cứng     | Katarina Srebotnik      | Iveta Benešová Galina Voskoboeva      | 6–3, 6–4                   |
| Vô địch | 6.  | 9 tháng 9 năm 2007      | US Open, New York, Hoa Kỳ                  | Cứng     | Nathalie Dechy          | Chiêm Vịnh Nhiên Chuang Chia-jung     | 6–4, 6–2                   |
| Á quân  | 7.  | 1 tháng 10 năm 2007     | Porsche Tennis Grand Prix, Stuttgart, Đức  | Cứng (i) | Chiêm Vịnh Nhiên        | Květa Peschke Rennae Stubbs           | 7–6(7–5), 6–7(4–7), [2–10] |
| Vô địch | 7.  | 5 tháng 1 năm 2008      | Brisbane International, Gold Coast, Úc (3) | Cứng     | Ágnes Szávay            | Yan Zi Trịnh Khiết                    | 6–1, 6–2                   |
| Vô địch | 8.  | 22 tháng 3 năm 2008     | Pacific Life Open, Indian Wells, Hoa Kỳ    | Cứng     | Elena Vesnina           | Yan Zi Trịnh Khiết                    | 6–1, 1–6, [10–8]           |
| Vô địch | 9.  | ngày 6 tháng 3 năm 2011 | BMW Malaysian Open, Kuala Lumpur, Malaysia | Cứng     | Galina Voskoboeva       | Noppawan Lertcheewakarn Jessica Moore | 7–5, 2–6, [10–5]           |